# Sant Carles de Peralta
Sant Carles de Peralta és un nucli de població tradicional i parròquia que depèn del municipi de Santa Eulària des Riu. És la localitat més septentrional del municipi.
Del poble en depenen una gran quantitat de cases disseminades als camps d'ametllers, garrovers i figueres, com és tradicional al camp de l'illa. El poble va néixer arran de l'església de Sant Carles, començada el 1785, com la majoria d'esglésies rurals eivissenques. Sant Carles va ser un punt de trobada d'intel·lectuals i hippies els anys seixanta i setanta que hi han deixat la seva empremta, donant encara avui un cert encant al poble. A més, hi ha dos dels mercats hippies més coneguts de l'illa: el de les Dàlies i el de Punta Arabí, destacant el primer com el més famós i tradicional. S'hi poden trobar els vestits blancs típics de la moda eivissenca, artesania i bijuteria artesanal. Al poble hi ha també bars, restaurants i algunes botigues. És conegut el bar de Ca n'Anneta, també punt de trobada d'intel·lectuals i hippies anys enrere i actualment molt preat per les seves herbes.
Actualment, Sant Carles de Peralta es divideix en 10 vendes: Morna 1, Morna 2, sa Vorera, Pla des Figueral (on hi ha la platja des Figueral), sa Marina, Atzaró 1, Atzaró 2, Peralta, Cala Mastella i es Canar. Aquesta divisió no correspon a la divisió tradicional anterior a l'aparició del poble com a tal i la parròquia.
Els habitants reben el nom de carlers o carliners.

## Llocs d'interès
- Plana de s'Argentera, antigament amb nou mines de plom.[7]